# Klasa okręgowa (grupa ciechanowsko-ostrołęcka)
Klasa okręgowa (grupa ciechanowsko-ostrołęcka) – jedna z sześciu na terenie województwa mazowieckiego klas okręgowych, stanowiąca pośredni szczebel rozgrywkowy między V ligą a klasą A.
Zmagania w jej ramach toczą się cyklicznie systemem kołowym. Zwycięzcy grupy uzyskują awans do V ligi polskiej gr. mazowieckiej (północ), zaś najsłabsze zespoły relegowane są do klasy A (Ciechanów-Ostrołęka). Zarządzana przez – działający w imieniu Polskiego Związku Piłki Nożnej – Mazowiecki Związek Piłki Nożnej.
Od sezonu 2016/2017 liga otrzymała sponsora tytularnego – serwis internetowy z artykułami sportowymi Campeon.pl z Radomia, a od sezonu 2020/2021 sponsorem tytularnym rozgrywek jest firma odzieżowa Keeza.
Od sezonu 2022/2023 klasa okręgowa jest siódmą klasą rozgrywkową w kraju, a kluby, które wywalczyły awans od sezonu 2021/2022, będą grać w V lidze mazowieckiej północnej. Jest to związane z reformą IV ligi, w wyniku czego dwie dotychczasowe grupy połączyły się w jedną ligę.

## Zwycięzcy rozgrywek
Zwycięzcy tej ligi od sezonu 2001/2002 (bezpośredni awans do IV ligi, grupy mazowieckiej północnej (dawnej V ligi/Mazowieckiej Ligi Seniorów)):
- 2002 – Korona Ostrołęka[3]
- 2003 – Makowianka Maków Mazowiecki[4]
- 2004 – Wkra Bieżuń[5]
- 2005 – Wkra Żuromin[6]
- 2006 – Kryształ Glinojeck[7]
- 2007 – Ostrovia Ostrów Mazowiecka[8]
- 2008 – MKS Przasnysz[9]
- 2009 – Wkra Żuromin[10]
- 2010 – Iskra Krasne[11]
- 2011 – Korona Szydłowo[12]
- 2012 – Błękitni Raciąż[13]
- 2013 – Korona Ostrołęka[14]
- 2014 – Korona Szydłowo[15]
- 2015 – Wkra Bieżuń[16]
- 2016 – Tęcza Łyse[17]
- 2017 – Korona Ostrołęka[18]
- 2018 – Wkra Żuromin[19]
- 2019 – Makowianka Maków Mazowiecki[20]
- 2020 – KS CK Troszyn[21][a]
- 2021 – Narew 1962 Ostrołęka[22]

Zwycięzcy tej ligi od sezonu 2021/2022 (bezpośredni awans do V ligi, grupy mazowieckiej północnej):
- 2022 – PAF Płońsk[23]
- 2023 - Wkra Bieżuń
- 2024 - Wkra Żuromin
- 2025 - MKS Ciechanów[24]

## Obecny sezon
W lidze, w sezonie 2024/2025 występuje 16 zespołów, walczących o awans do V ligi:
- MKS Ciechanów
- GKS Strzegowo
- Konopianka Konopki
- Opia Opinogóra
- Korona Szydłowo
- Kryształ Glinojeck
- ULKS Ołdaki
- Kurpik Kadzidło
- Ostrovia Ostrów Mazowiecka
- Rzekunianka Rzekuń
- Sona Nowe Miasto
- Tęcza Ojrzeń
- Gladiator Słoszewo
- Wkra Radzanów
- Wkra Bieżuń
- FC 2012 Różan